# 和歌山市消防局
和歌山市消防局（わかやまししょうぼうきょく）は、和歌山県和歌山市の消防部局（消防本部）。

## 沿革
- 1948年3月　消防組織法に基づき本署、河西出張所の体制で和歌山市消防本部が発足。
- 1950年1月　本署を中消防署に改称、東消防署を新設。
- 1954年11月　南出張所を新設。
- 1955年7月　南出張所が南消防署に昇格。
- 1956年4月　和歌山市消防局に改称。
- 1958年10月　四箇郷分遣所(中消防署)、岡崎分遣所(東消防署)新設。
- 1966年11月　西消防署が新設、河西出張所廃止。
- 1968年9月　加太分遣所(西消防署)新設。
- 1973年6月　河北出張所(中消防署)新設。既存の分遣所を出張所に統一。
- 1974年3月　東消防署移築に伴う管轄区域の再編により中消防署の出張所2所を東消防署に移管、更に旧東消防署庁舎を利用して宮前出張所(南消防署)新設。
- 1981年12月　鳴滝出張所(西消防署)新設。
- 1982年4月　河北出張所が消防署に昇格し北消防署へ改称。これに伴い鳴滝出張所が西消防署から移管。
- 1984年7月　河南出張所(東消防署)新設。
- 1994年5月　高規格救急車の運用を開始。
- 1995年1月　兵庫県南部地震に応援出場。
- 2008年3月　県内初の高度救助隊が発隊。
- 2011年3月　東北地方太平洋沖地震に伴う東日本大震災に対して消防庁の要請を受けて緊急消防援助隊を派遣。
- 2014年4月　西消防署を北消防署に改称、旧北消防署を紀伊分署に旧南消防署を南分署とする機構改革を実施。中消防署の消防隊2隊を特殊消火隊として統合する。
- 2015年4月　那賀消防組合、海南市消防本部、紀美野町消防本部との消防指令業務を共同で行う『和歌山広域消防指令センター』が開所

## 主力機械
- 消防ポンプ車：16
- 水槽付き消防ポンプ車：4
- 化学車：4
- はしご車：3
- 救急車：16
- 救助工作車：5
- 指揮車：4
- 指令車：3
- 無線中継車：1
- 広報車：11
- 資機材搬送車：9
- 人員搬送車：1
- 燃料補給車：1
- 防災体験車：1
- 津波・大規模風水害対策車：1
- 支援車：1
- 防災活動車：1

【主力機械に関する参考文献：●消防防災年報（令和5年度版）】

## 組織
- 本部：消防総務課、予防課、警防課、指令課
- 消防署

## 消防署
| 消防署   | 住所       | 分署               | 出張所                           |
| -------- | ---------- | ------------------ | -------------------------------- |
| 中消防署 | 八番丁12   | 南：和歌浦中3-1-19 | 宮前：小雑賀2-2-8                |
| 東消防署 | 鳴神1059-6 | 岡崎：森小手穂49-1 | 四箇郷：加納246 河南：吐前568    |
| 北消防署 | 狐島645-3  | 紀伊：弘西1101-2   | 加太：加太1207 鳴滝：園部596-163 |